# Gil Eanes
Gil Eanes (fl. XV secolo) è stato un esploratore e navigatore portoghese.
Fu il primo europeo dell'era moderna a superare il Capo Bojador nel 1434 al suo quindicesimo tentativo dopo 10 anni, dissipando la leggenda, il terrore e la superstizione associata a questo promontorio in Europa. Si ipotizzavano mostri marini che impedivano il passaggio e distruggevano le navi. Con il doppiaggio del capo Bojador, Gil Eanes fu l'artefice inconsapevole dell'inizio dell'epoca delle "grandi scoperte".
Probabilmente originario di Lagos (Portogallo), Gil Eanes fu spinto da Enrico il Navigatore a tentare la prodezza dell'attraversamento di Capo Bojador L'impresa servì poi a rinforzare il ruolo del Portogallo come potenza marittima. Il Re lo ricompensò con armi e un buon matrimonio.
Nel 1446 partì per esplorare la costa dell'attuale Mauritania e per combattere i musulmani che cercavano di impedire le avanzate delle navigazioni portoghesi grazie alla pirateria, tramite la cui pratica riuscivano a ottenere un gran numero di schiavi. A metà del viaggio dovette però fare ritorno per via del mal tempo, e da questo momento non si hanno più dati biografici riguardanti altri viaggi o esplorazioni.
L'impresa del doppiaggio di Capo Bojador era un obiettivo primario per Enrico il Navigatore che tra il 1424 e il 1433 aveva inviato ben 15 spedizioni, che però avevano tutte fallito. È per questo motivo che i portoghesi inizialmente lo rinominarono come Capo della paura. A 5 chilometri dalla costa del capo, il mare ha una profondità di soli due metri, probabilmente a causa dell'accumulo di detriti dovuto alle tempeste di sabbia del Sahara che hanno avuto luogo durante migliaia di anni. Inoltre le altissime onde e le scogliere appuntite rendevano quella regione di difficile navigazione.
A maggio del 1434 Gil Eanes con un'imbarcazione di circa 30 tonnellate e con un'unica vela, riuscì nell'impresa: arrivato in prossimità del capo, decise di dirottare la barca verso ovest allontanandosi dalla costa africana. Dopo un'intera giornata di navigazione si rese conto di essersi lasciato il Capo Bojador alle spalle.

## Curiosità
La mascotte di Expo 1998 che si è tenuto a Lisbona, prende proprio il nome di Gil in suo onore, così come voluto quattro anni prima da un bambino di una scuola portoghese.